# Songino, Zavkhan
Songino (tiếng Mông Cổ: Сонгино) là một sum của tỉnh Zavkhan ở miền tây Mông Cổ. Vào năm 2005, dân số của sum là 1.921 người.

## Địa lý
Sum có diện tích khoảng 2.490 km2. Trung tâm sum, Tsavdan, nằm cách tỉnh lỵ Uliastai 232 km và thủ đô Ulaanbaatar 1.375 km.

### Khí hậu
Songino có khí hậu lục địa. Nhiệt độ trung bình hàng năm ở khu vực này là -2 °C. Tháng ấm nhất là tháng 7, khi nhiệt độ trung bình là 22 °C và lạnh nhất là tháng 12, với -24 °C. Lượng mưa trung bình hàng năm là 231 mm. Tháng ẩm ướt nhất là tháng 8, với lượng mưa trung bình là 54 mm, và khô nhất là tháng 1, với 2 mm.

## Kinh tế
Sum có một trường học, bệnh viện, khu dịch vụ và nhà nghỉ.